# Карбонель: Король кошек
«Карбонель: Король кошек» (англ. Carbonel: The King of the Cats) — детская книга английской писательницы Барбары Слэй. Книга впервые была опубликована в 1955 году в издательствах «Max Parrish» (Великобритания) и «Bobbs-Merrill» (США).
Книга основана на английской народной сказке. «Король кошек» имеет два продолжения: «Королевство Карбонеля» (Т1961) и «Карбонель и Калидор: дальнейшие приключения королевского кота» (1978).

## Сюжет
10-летняя девочка по имени Розмари решила немного заработать во время школьных каникул, делая уборку в других домах. Для этого она покупает метлу. Но старуха-продавщица Кантрип, впридачу к метле продала девочке ещё и кота.
К удивлению Розмари, кот начинает с ней разговаривать на человеческом языке. Из рассказа кота она узнаёт, что миссис Кантрип — ведьма, продающая своё имущество, чтобы начать новую карьеру.
Более того, кот Карбонель оказался королём кошек, которого подданные считали пропавшим без вести с тех пор, как его похитила ведьма. К сожалению, он не может вернуться на свой трон, пока не будет снято заклинание, наложенное на него ведьмой.
Розмари вместе с новым другом Джоном должны сами немного научиться колдовству, прежде чем выследить миссис Кантрип и снять заклинание с короля кошек.

## Главные персонажи
- Розмари Браун — девочка, купившая кота Карбонеля
- Карбонель — главный герой, кот
- Мать Розмари — бедная вдова и швея
- Миссис Кантрип — похитительница Карбонеля и ведьма (наполовину на пенсии).
- Джон — друг Розмари и племянник работодателя миссис Браун.

## Переводы на русский язык
- Барбара Слэй. Карбонель = Carbonel: The King of the Cats / Пер.  Мария Терещенко; Худ. Павел Чекмарев. — Крона, 1995. — 112 с. — ISBN 5-87961-008-X.
- Барбара Слэй. Карбонель = Carbonel: The King of the Cats / Пер.  Юлия Полещук; Худ. Максим Митрофанов. — Лабиринт, 2020. — 168 с. — ISBN 978-5-9287-3154-0.

## Ссылка
- Carbonel: The King of the Cats
- Carbonel: The King of the Cats